# Marina mercantile spagnola
La Marina mercantile spagnola comprende l'insieme di tutte le navi battenti la bandiera nazionale e che svolgono l'attività di trasporto merci e passeggeri, facilitando le importazioni e esportazioni con altri Paesi al mondo. 
In Spagna i compiti di organizzazione, regolamentazione, supervisione, registrazione del naviglio, ecc. sono svolti dalla Direzione generale della Marina mercantile, dipendente dal Ministero di trasporti. L'Amministrazione marittima spagnola si completa con le Capitanerie marittime e i Distretti marittimi quali gli organi periferici dell'Amministrazione marittima spagnola. 
All'interno della Marina mercantile possiamo distinguere tra la navigazione d'altura e quella di cabotaggio. Nel primo caso, si occupa del trasporto di carico e di passeggeri, da un porto nazionale a quelli stranieri, in navigazioni di lungo corso, generalmente mediante navi  di elevato tonnellaggio. 
Attualmente, le navi destinate al trasporto passeggeri sono, per la maggior parte, destinate alla realizzazione di crociere di piacere e non al semplice trasporto fine a sé stesso, rimasto invece quasi relegato alla sola navigazione di cabotaggio, soprattutto di traghetti (navi Ro-Ro) che trasportano passeggeri che viaggiano con i propri veicoli, sulle brevi e medie distanze. In Spagna la navigazione di cabotaggio è dedicata al trasporto merci tra i porti peninsulari e quelli degli arcipelaghi canarino e balearico. La flottiglia peschereccia non è considerata marina mercantile.

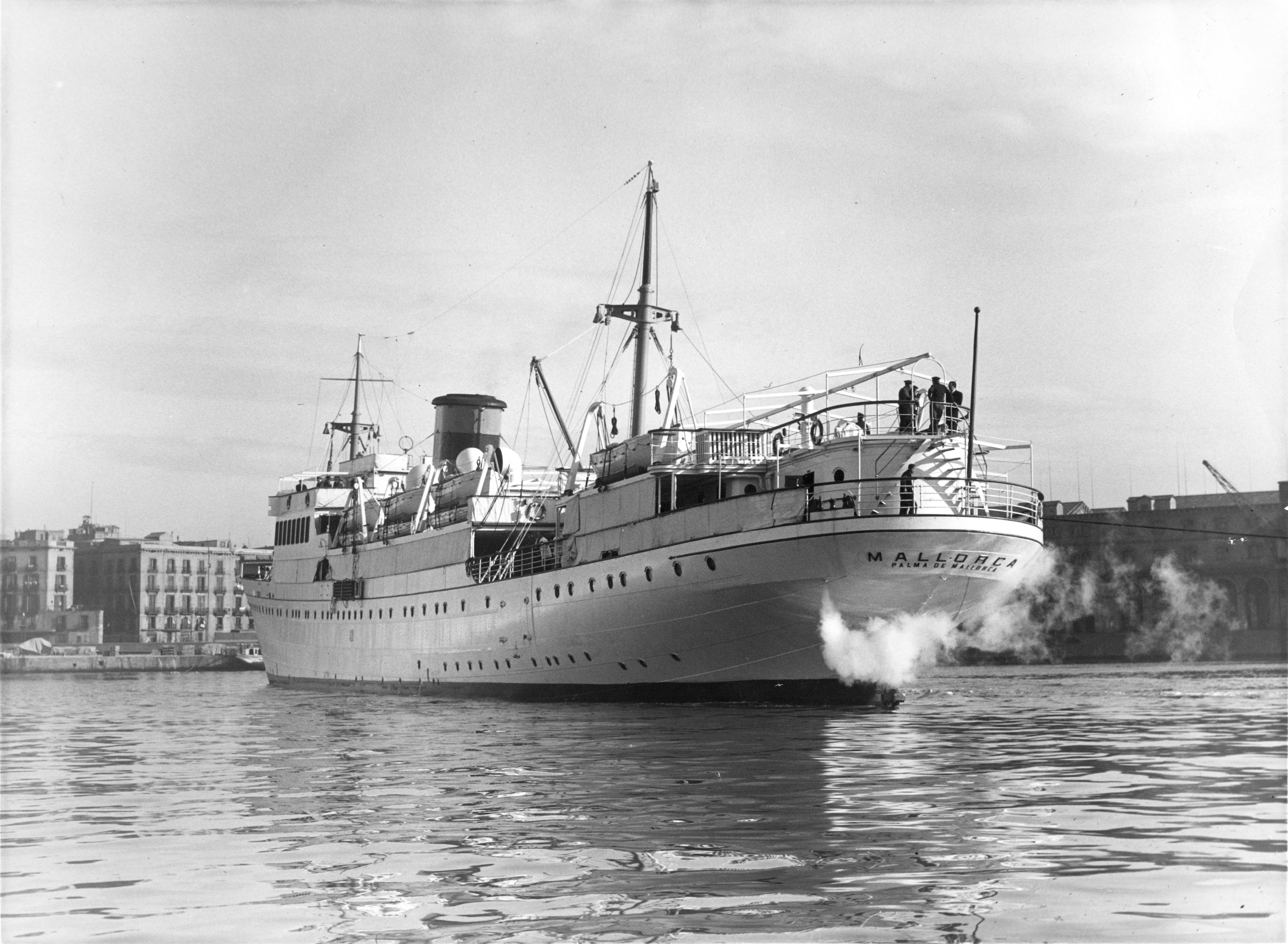
Nave Maiorca, proprietà della compagnia Trasmediterránea

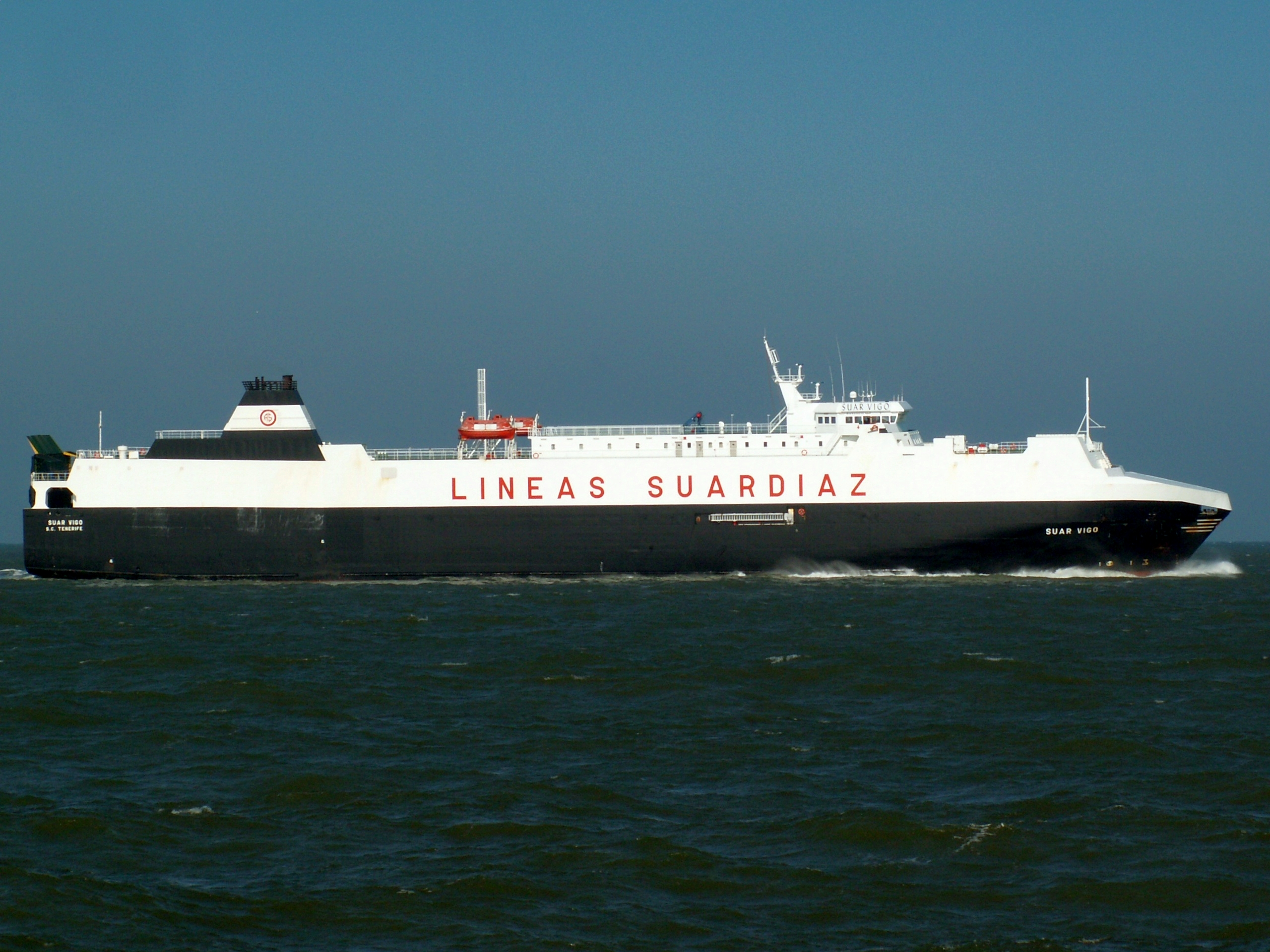
Nave Ro-Ro Suar Vigo, di bandiera Spagnola. IMO 9250000.

## Normativa
La Legge sui porti dello Stato e la Marina mercantile stabilisce di considerare Marina mercantile:
- L'attività di trasporto marittimo, eccettuato quello svolto esclusivamente tra porti o punti di una stessa Comunità autonoma, che abbia competenze in questa materia, senza collegamenti con porti o punti di altri ambiti territoriali.
- L'ordinamento e il controllo della flotta civile spagnola.
- La sicurezza della navigazione e della vita umana in mare.
- La sicurezza marittima, includendo l'abilitazione per l'esercizio del servizio di pilotaggio e la determinazione dei servizi necessari al rimorchio portuale, così come la disponibilità di entrambi in caso di emergenza.
- Il salvataggio marittimo, nei termini previsti nell'articolo 264.
- La prevenzione dell'inquinamento prodotto da navi, piattaforme fisse e altre installazioni che trovino in acque situate in zone nelle quali la Spagna esercita sovranità, diritti sovrani o giurisdizione e la protezione dell'ambiente marino.
- L'ispezione tecnica e operativa di navi, equipaggi e merci.
- L'ordinamento del traffico e dei collegamenti marittimi.
- Il controllo dello status, della bandiera e del registro delle navi civili, nonché il loro esercizio, fatte salve le autorizzazioni preventive obbligatorie spettanti ad altre Autorità.
- La garanzia del compimento degli obblighi in materia di difesa nazionale e protezione civile in mare.
- Qualsiasi altro servizio marittimo attribuito per legge all'Amministrazione.

## Formazione del personale
Gli ufficiali della Marina mercantile si formano presso gli Istituti tecnici nautici, attualmente suddivisi in differenti corsi (da quattro anni), come Indirizzo nautico e trasporto marittimo, che forma gli aspiranti piloti e comandanti di nave, Indirizzo macchinisti, che si dedica alla formazione dei futuri ufficiali e direttori di macchine e indirizzo radioelettrico, nel quale si formano gli aspiranti allievi ufficiali radiotelegrafisti. 
I titoli professionali marittimi sono i seguenti:

### Sezione di coperta
- Comandante della marina mercantile.
- Pilota di prima della marina mercantile.
- Pilota di seconda della marina mercantile.
- Padrone marittimo.
- Capobarca.
- Barcaiolo.

### Sezione di macchine
- Direttore di macchine della marina mercantile.
- Primo ufficiale di macchine della marina mercantile.
- Secondo ufficiale di macchine della marina mercantile.
- Ufficiale elettrotecnico della marina mercantile.
- Meccanico maggiore navale.
- Meccanico navale.

### Sezione radiocomunicazioni
- Primo ufficiale radiotelegrafista della marina mercantile.
- Secondo ufficiale radiotelegrafista della marina mercantile.
- Operatore con certificato generale  per stazioni radioelettriche di navi mercantili (GMDSS/GOC).
- Operatore con certificato limitato  per stazioni radioelettriche di navi mercantili (GMDSS/ROC).

## Bandiera mercantile
La prima bandiera con una forma istituzionale a garrire al vento dai mercantili spagnoli fu di colore blu nella quale campeggiava una Croce di Borgogna di colore bianco. È risaputo che nel 1762 venne emanata una disposizione nella quale se ne proibiva l'uso.
Il modello successivo fu approvato da Carlo III nel 1785 (contemporaneamente alla bandiera di guerra, che è l'odierna bandiera nazionale spagnola), modello che si mantenne fino al 1927 quando, con Regio Decreto del 19 luglio, si dispose che la marina mercantile utilizzasse la stessa bandiera di quella di guerra, ma senza scudo.

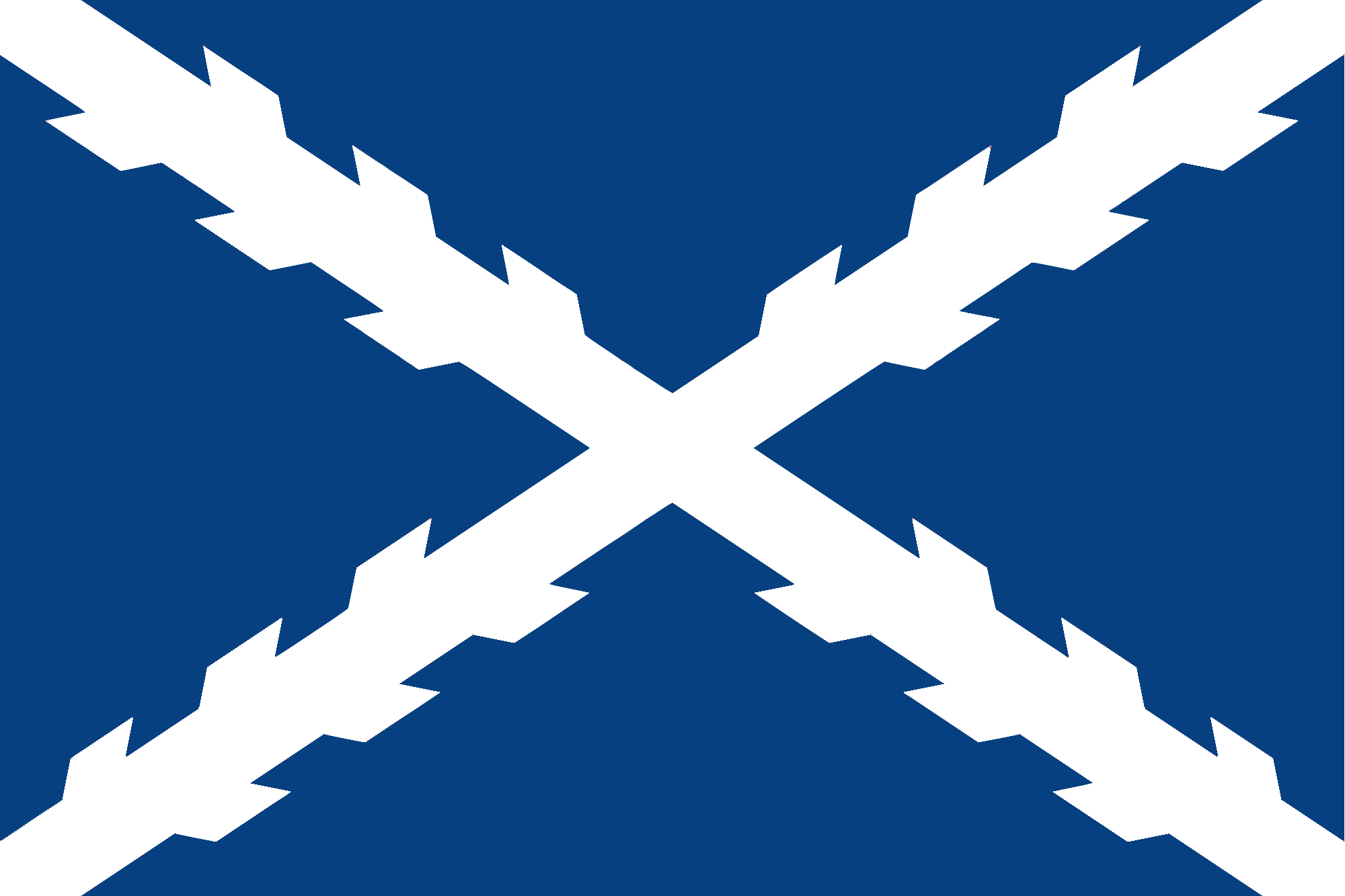
(fino al 1762)
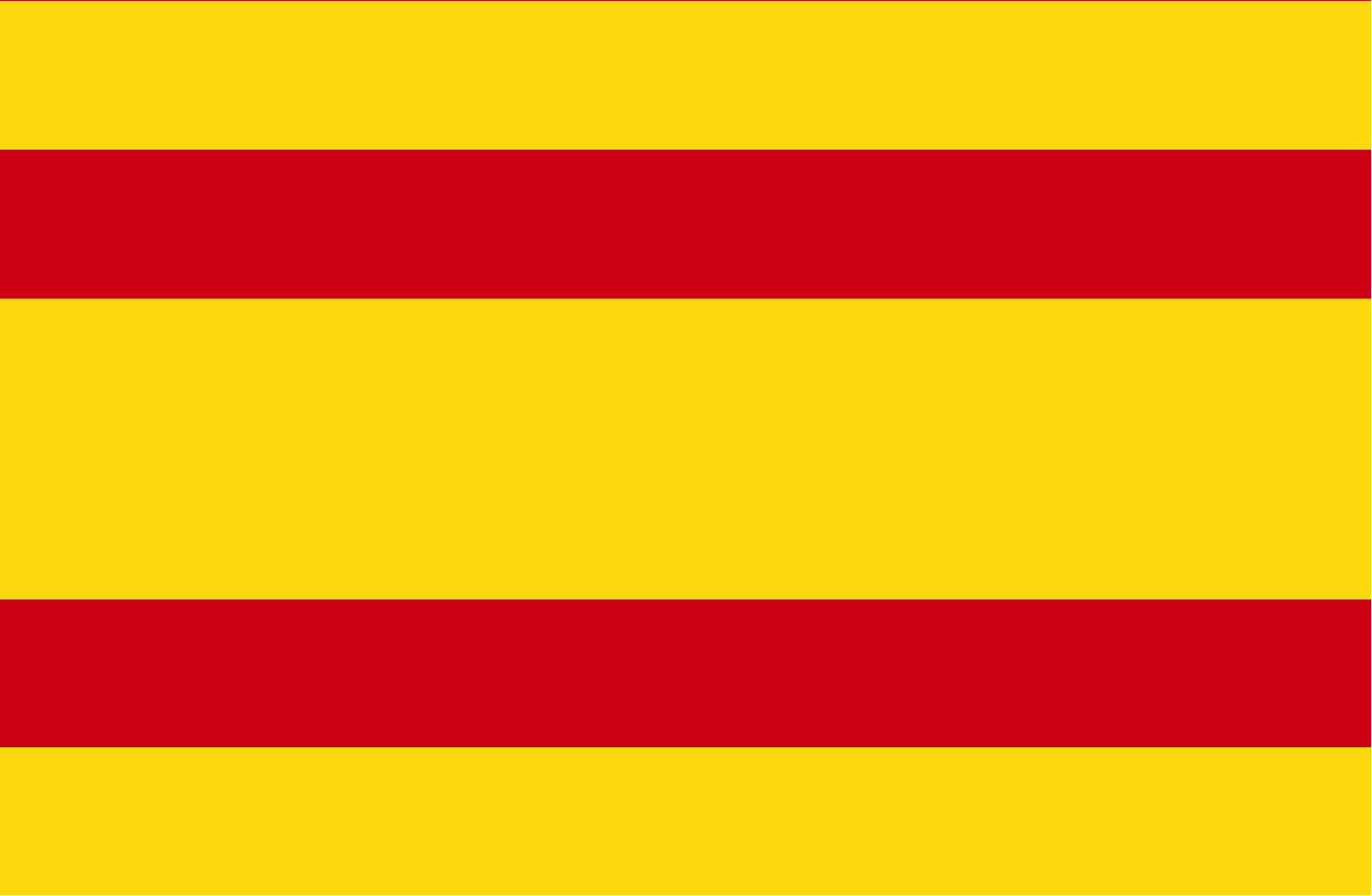
(1785-1927)
(1927-oggi)

Si dice che il cambio dalla bandiera a cinque strisce per quella a tre sia stato dovuto alle ripetute richieste degli spagnoli residenti all'estero, che desideravano vedere la  bandiera spagnola quando le navi mercantili attraccavano nei vari porti d'America, poiché non ricordava loro quella di Spagna.
Le navi mercantili selezionate per operare come corrieri marittimi (tra la terraferma, le isole, Ceuta e Melilla e viceversa), a poppa battono questa bandiera:

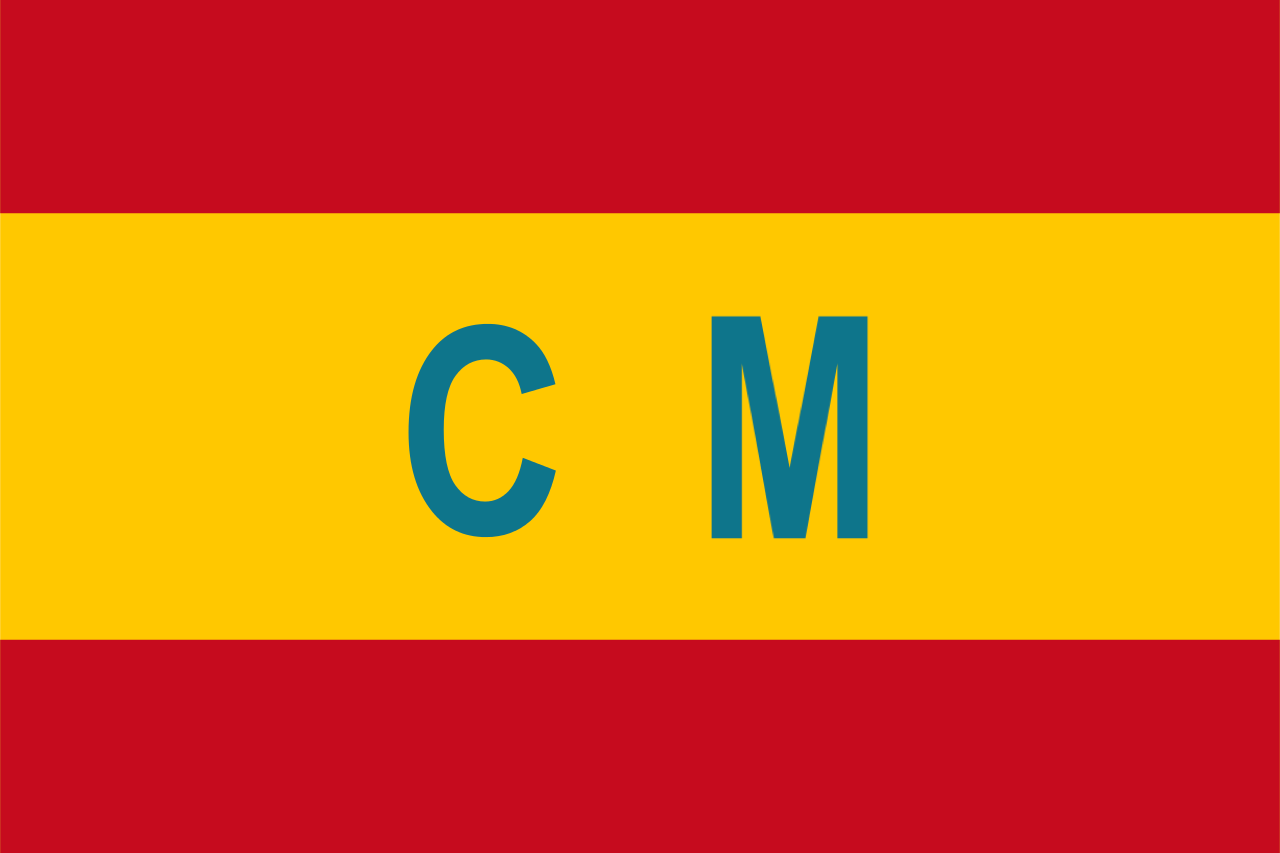
Bandiera traghetti

## Uniformi

### Berretti degli ufficiali

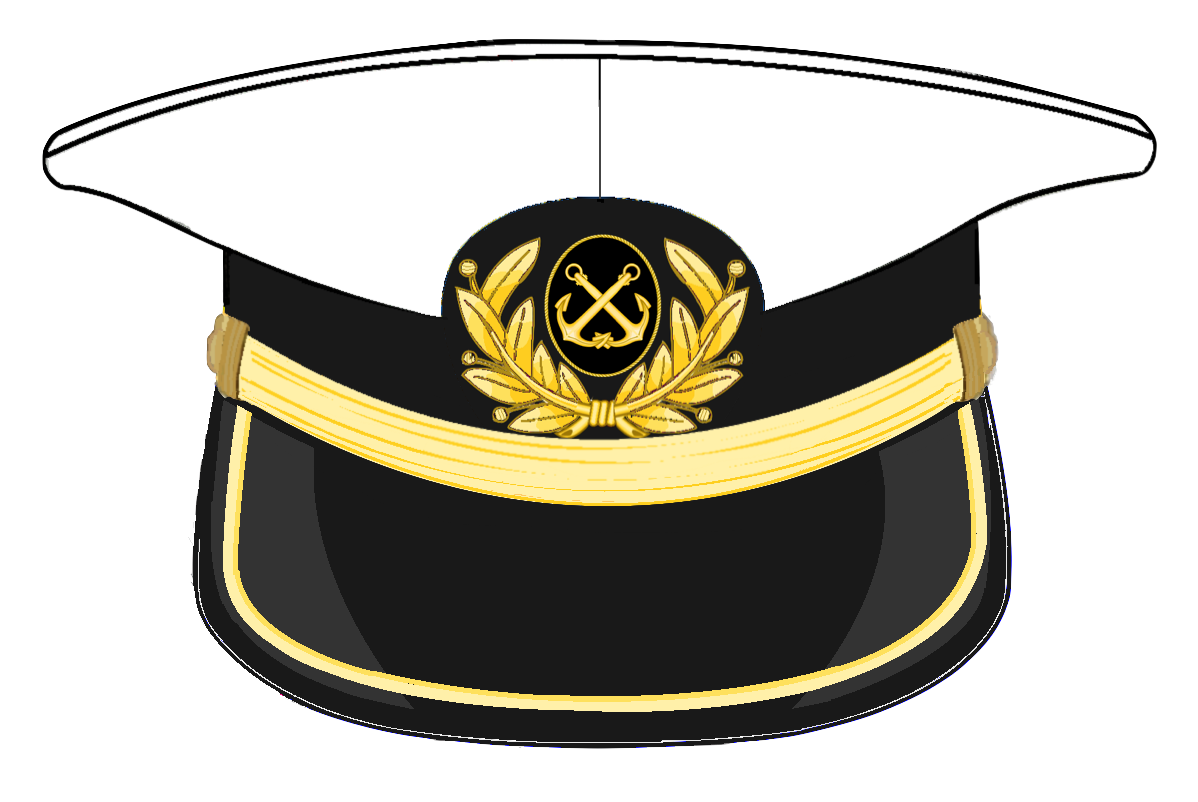
Capitani
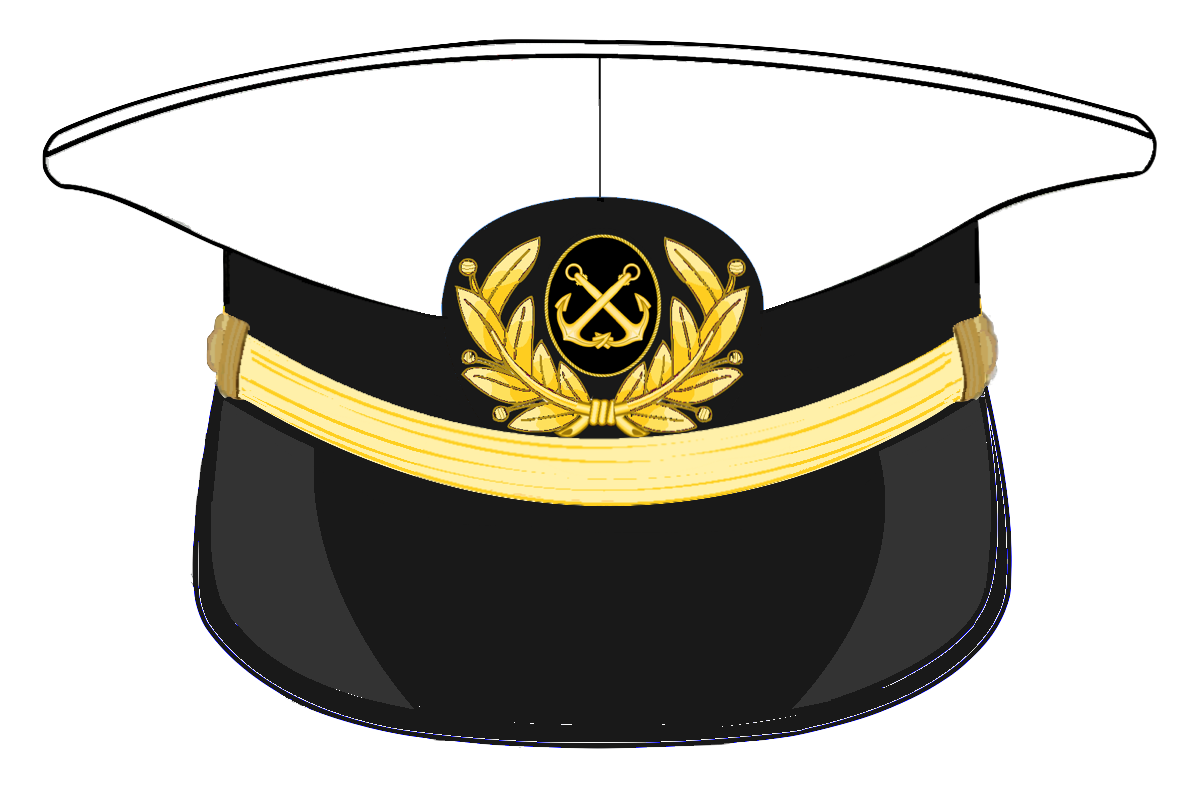
Ufficiali
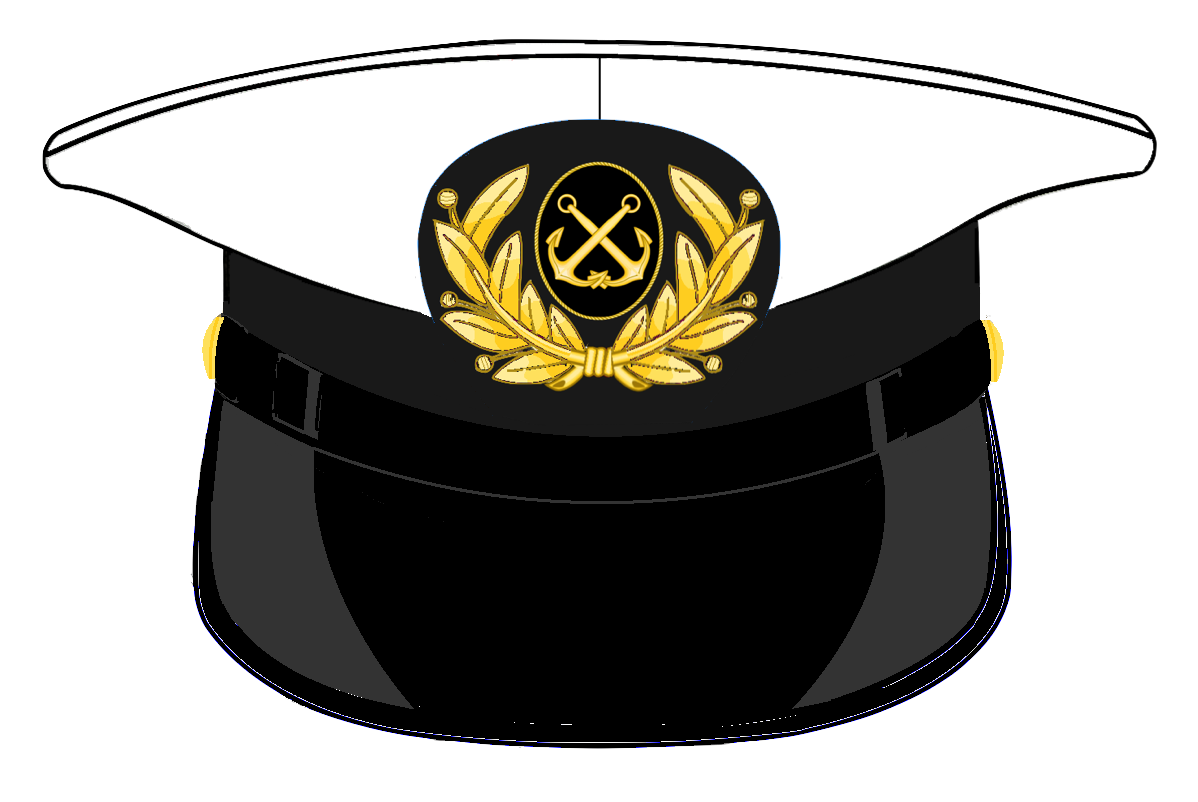
Allievi

### Fregi da berretto degli ufficiali

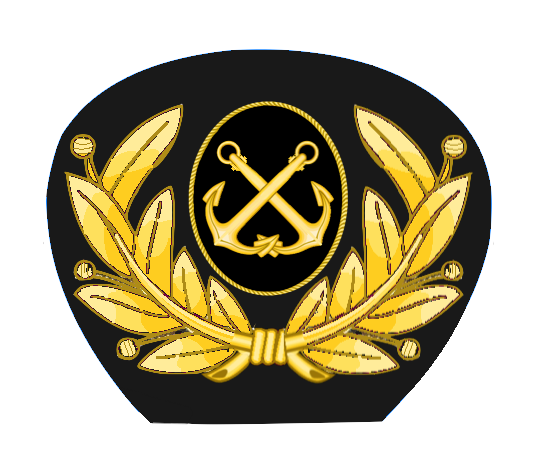
Ufficiali di coperta
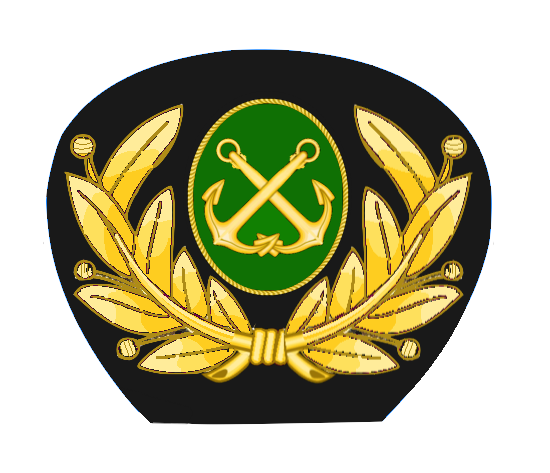
Ufficiali di macchine
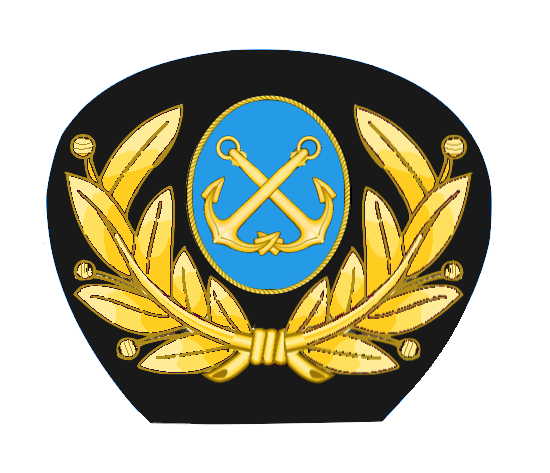
Ufficiali RT
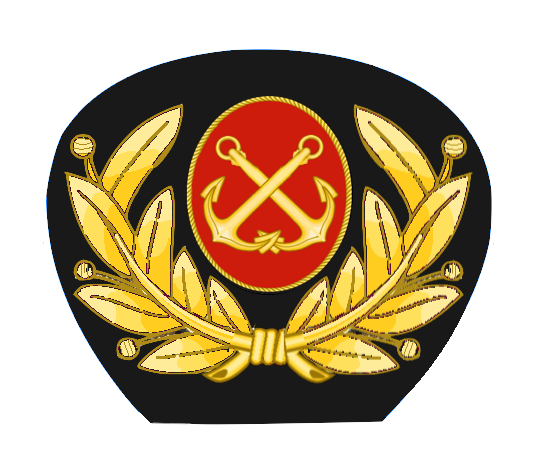
Medici
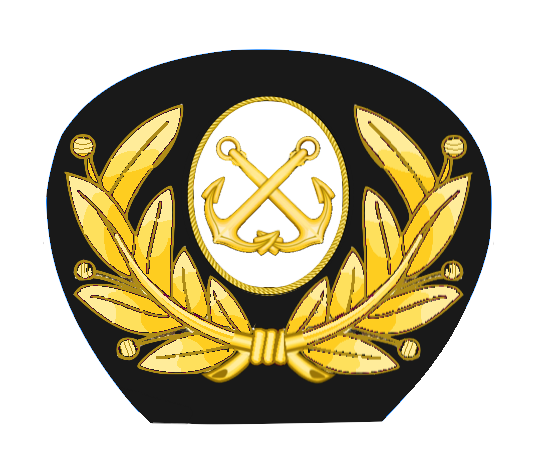
Commissari
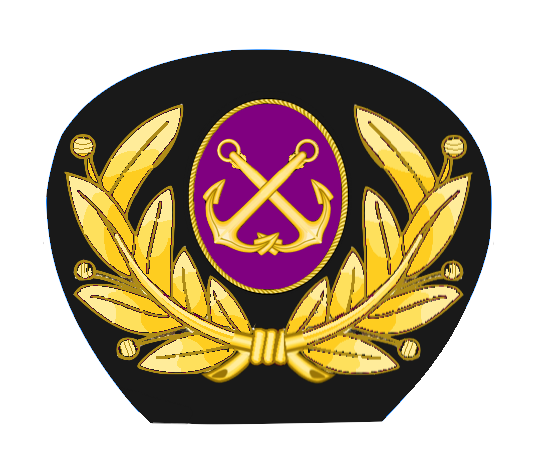
Cappellani

## Gradi e distintivi
| Coperta                      | Coperta | Macchina                           | Macchina | Radio                | Radio | Medici    | Medici | Commissari     | Commissari | Cappellani | Cappellani |
| ---------------------------- | ------- | ---------------------------------- | -------- | -------------------- | ----- | --------- | ------ | -------------- | ---------- | ---------- | ---------- |
| Comandante                   |         | Direttore di macchina              |          | /                    | /     | /         | /      | /              | /          | /          | /          |
| 1º ufficiale                 |         | 2º uff. di macchina                |          | 1º uff. RT           |       | 1º medico |        | 1º commissario |            | Cappellano |            |
| 2º ufficiale                 |         | 3º uff. di macchina                |          | 2º uff. RT           |       | 2º medico |        | 2º commissario |            | /          | /          |
| Comandante (sbarcato)        |         | 1º uff. di macchina (sbarcato)     |          | /                    | /     | /         | /      | /              | /          | /          | /          |
| Pilota con comando           |         | 1º uff. di macchina (titolo di 2º) |          | /                    | /     | /         | /      | /              | /          | /          | /          |
| 1º ufficiale pilota          |         | 2º uff. di macchina (titolo di 2º) |          | /                    | /     | /         | /      | /              | /          | /          | /          |
| 2º ufficiale pilota          |         | 3º uff. di macchina (titolo di 2º) |          | /                    | /     | /         | /      | /              | /          | /          | /          |
| Pilota (sbarcato)            |         | 2º uff. di macchina (sbarcato)     |          | /                    | /     | /         | /      | /              | /          | /          | /          |
| Allievo di coperta imbarcato |         | Allievo di macchine imbarcato      |          | Allievo RT imbarcato |       | /         | /      | /              | /          | /          | /          |

### Riferimenti normativi
- (ES)  Real Decreto 269/2022, de 12 de abril, por el que se regulan los títulos profesionales y de competencia de la Marina Mercante.
- (ES)  Reglamento de uniformidad de 1926.
- (ES)  Reglamento de uniformidad de 1953.
- (ES)  Reglamento de uniformidad de 1968.
- (ES)  Código de Derecho de la Navegación Marítima (consulta de leyes y reglamentos actualizados).

Nota bene: dal regolamento del 1968 è entrato in vigore solo ciò che riguarda l'uniformazione dei titoli professionali marittimi-pesca; per il resto, quello del 1953 rimane in vigore, come risulta dall'ORDINE dell'8 aprile 1968 del Ministero del commercio, sull'uniformazione delle marine mercantili e della pesca